# ایموفاینانز
ایموفاینانز (انگلیسی: Immofinanz) شرکت املاک اتریشی است، که در سال ۱۹۹۰ تأسیس شد.